# Богданове (Ізюмський район)
Богда́нове — село в Україні, у Барвінківській міській громаді Ізюмського району Харківської області. Населення становить 67 осіб. До 2020 орган місцевого самоврядування — Гаврилівська сільська рада.

## Історія
Село постраждало внаслідок геноциду українського народу, проведеного урядом СССР в 1932—1933 роках, кількість встановлених жертв в Богдановому, Гаврилівці та Пригожому — 175 людей.
12 червня 2020 року, відповідно до Розпорядження Кабінету Міністрів України  № 725-р «Про визначення адміністративних центрів та затвердження територій територіальних громад Харківської області», увійшло до складу Барвінківської міської територіальної громади.
19 липня 2020 року, в результаті адміністративно-територіальної реформи та ліквідації Барвінківського району, село увійшло до складу Ізюмського району.

## Географія
Село Богданове знаходиться поруч з селом Котівка, за 3 км залізнична станція Вітерець. Навколо села кілька загат.

## Економіка
В селі була молочно-товарна ферма, зараз зруйнована.

## Відомі люди
Уродженкою села є заслужена артистка України Мартинова-Шиманська Валентина Іванівна.